# Fauve (groupe)
Pour les articles homonymes, voir Fauve (homonymie) et Magenta.
Fauve (stylisé FAUVE ≠ et utilisant parfois le nom Fauve Corp) est un collectif d'artistes français créé en 2010, originaire de Paris, opérant sur plusieurs supports : musique, vidéos, photos, textes, visuels, web…
Il est composé d'une vingtaine de membres (musiciens, artistes visuels, comédiens, techniciens...). Sur scène, le collectif est représenté par cinq musiciens (chant, guitare, basse, batterie, clavier) et un artiste vidéo. Lors de leur apparition dans les médias, les membres du collectif aiment conserver leur anonymat et ne souhaitent pas exposer leur vie privée.

## Présentation

### Nom et logo
Le groupe tire son nom du titre du film de 1992 Les Nuits fauves, réalisé par Cyril Collard sur le thème du SIDA.
En janvier 2014, le chanteur suisse Nicolas Julliard, qui utilisait ce nom depuis 2004, l'abandonne à cause du succès du groupe.
Le collectif utilise souvent le symbole ≠ (différent) dans sa communication, notamment dans son logo. Il provient d'une déformation de la lettre F, initiale du nom du groupe. Pierre Cabanettes explique qu'ils y ont mis du sens, le symbole reflétant leur idée que les hommes ont « tous une infinité de choses et de traits de caractère très différents les uns des autres ».

### Genre musical
Le groupe s’inscrit dans la chanson française, avec un texte très travaillé énoncé en spoken word. La musique est qualifiée de « rock acoustique, entre rock, rap et slam » par L'Obs.

## Historique

### Débuts, succès et fin du groupe (2010 - 2015)
Fauve est fondé en 2010 motivé par « un besoin commun et urgent de vider le trop-plein avec le moins de contraintes possibles », se servant de l'écriture de chansons comme d'un exutoire, auparavant trois des membres jouaient ensemble dans le groupe The Fleets.
Il commence à se faire connaître à la fin de l'année 2011, essentiellement par le biais des réseaux sociaux.
Malgré un nombre très limité de titres produits, le style cru et percutant du groupe, les constats durs de ses textes, mais délivrant toujours un message d'espoir rencontrent la reconnaissance d'autres artistes et un succès rapide : en 2013, les membres de Fauve commencent à se produire sur de grandes scènes et produisent un premier EP, Blizzard, qui sort le 20 mai 2013.
Le groupe connaît rapidement le succès après la sortie de leur premier EP. Ils remplissent ainsi de nombreuses salles en ne donnant, par exemple, pas moins de vingt concerts au Bataclan, à Paris, entre février et mai 2014, tous à guichets fermés dont quinze remplis avant la sortie du premier album.
À l'occasion de leur passage au festival du Printemps de Bourges en 2013, ils remportent le prix iNOUïS, nouvelle appellation des Découvertes du Printemps. Le titre Nuits Fauves est présent sur la compilation Les Inrocks Lab vol. 1 en 2012 et Kané sur la compilation Kitsuné, Parisien 3 en 2013.
Le groupe sort un premier album le 3 février 2014 intitulé Vieux Frères - Partie 1, sur lequel figure le titre éponyme Vieux frères, ainsi que les titres Voyou et De ceux, dévoilés respectivement à la rentrée, en automne et en décembre 2013 sur YouTube et les réseaux sociaux. L'album, distribué par Warner, rencontre un grand succès, se classant dès sa sortie à la deuxième place des ventes d'albums en France, il s'est vendu en deux semaines à environ 70 000 exemplaires. Ils sortent l'album Vieux Frères - Partie 2 en 2015.
Le 16 août 2015, le groupe se produit au festival du Sziget à Budapest, ce qui constitue pour eux leur première scène dans un pays non-francophone,.
Le 8 septembre 2015, le groupe annonce se mettre en pause pour une durée indéterminée, afin de se consacrer à d'autres projets. Leur dernier concert a lieu le 26 septembre 2015 au Bataclan. Le groupe se met en pause en 2015 alors qu’il rencontre un réel succès, mais ne se sépare pas. Les membres décident de changer complètement de style musical pour devenir un groupe d’électro et refont surface en 2019 sous le nom Magenta.

### Nouveaux projets (depuis 2017)

#### Autrans
Le 11 avril 2017, trois anciens membres du collectif Fauve sortent un morceau appelé La Paix sous le nom de Autrans, le style, très différent de Fauve sur la forme, tranche avec leurs précédentes compositions et se nourrit d'influences principalement électro,, contenant moins de paroles que dans les compositions de leur premier groupe.

#### Magenta
Le 23 octobre 2019, le groupe revient à la musique sous le nom Magenta et dans un style nouveau, l’électro, bien qu'aucun d'eux ne soit spécialiste de cette musique,, avec le titre Assez ?. Le groupe annonce la sortie de son premier EP après avoir mis en ligne en avril un titre enregistré avec la chanteuse Vendredi sur Mer. L'EP Long Feu sort le 1er juin 2020.

## Collectif
Outre le groupe Fauve composé de cinq membres — quatre musiciens Quentin Postel (au chant et monteur des vidéos), Pierre Cabanettes (à la guitare), Stephane Muraire (à la basse), Simon Martellozo (à la batterie),,, et un vidéaste, Nicolas Dardillac, — qui se produisent sur scène, le collectif d'artistes FAUVE Corp est constitué de tous les acteurs qui apportent leur contribution artistique (photographie, textes, illustrations…) au projet, de façon permanente ou ponctuelle. Les membres de FAUVE insistent sur l'aspect collectif de leur travail. Ce collectif s'élève en réalité jusqu'à vingt personnes. Lors d'entretiens avec la presse, ils cultivent un certain goût du mystère et de l'anonymat,,.

## Discographie

### Autres morceaux
Certains morceaux ont été publiés par le groupe sur les réseaux sociaux et le site officiel du collectif mais n'apparaissent sur aucune compilation ni aucun album 
- 2XGM - 3:30 (morceau inédit)
- Voyou - 5:01 (version alternative du morceau Voyous de l'album Vieux Frères)

### Classement des disques
| Titre                 | Détails                                                                                      | Meilleure position | Meilleure position | Meilleure position | Certification | Certification | Certification | Notes                                                                                        |
| Titre                 | Détails                                                                                      | Belgique (Wa)      | FRA                | Suisse             | Belgique (Wa) | FRA           | Suisse        | Notes                                                                                        |
| --------------------- | -------------------------------------------------------------------------------------------- | ------------------ | ------------------ | ------------------ | ------------- | ------------- | ------------- | -------------------------------------------------------------------------------------------- |
| Blizzard              | - Sortie : 20 mai 2013 - Label : Fauve Corp - Format : téléchargement, CD, disque vinyle     | —                  | 13                 | —                  | —             | Platine       | —             | Le vinyle comprend un coupon pour télécharger gratuitement une version numérique de l'album. |
| Vieux Frères-partie 1 | - Sortie : 3 février 2014 - Label : Fauve Corp - Format : téléchargement, CD, disque vinyle  | 4                  | 2                  | 11                 | —             | Platine       | —             | Le vinyle comprend un coupon pour télécharger gratuitement une version numérique de l'album. |
| Vieux Frères-partie 2 | - Sortie : 16 février 2015 - Label : Fauve Corp - Format : téléchargement, CD, disque vinyle | 4                  | 1                  | 5                  | —             | Or            | —             | Le vinyle comprend un coupon pour télécharger gratuitement une version numérique de l'album. |
| 150.900               | - Sortie : 1er avril 2016 - Label : Fauve Corp - Format : téléchargement, CD, disque vinyle  |                    | 5                  |                    |               | Or            |               | Album live                                                                                   |

## Distinctions
- 2013 : prix iNOUïS au Printemps de Bourges[16]
- 2014 : lauréat du FAIR